# Sender Bad Reichenhall
Der Sender Bad Reichenhall/Kirchholz ist ein 54,7 m hoher UKW-Sender des Bayerischen Rundfunks. Er befindet sich auf dem Gemeindegebiet von Bayerisch Gmain, am Rand des früheren gemeindefreien Gebiets Kirchholz. Der Sender wurde im Zuge der Neustrukturierung des Alpennetzwerks des Bayerischen Rundfunks im Mai 1979 geschaffen. Er gilt als typischer Füllsender für die Stadt Bad Reichenhall und diejenigen Gebiete, die vom Sender Untersberg nicht erreicht werden. Er versorgt das Saalachtal von Fronau bis Piding und auf der Bundesstraße 20 in Richtung Berchtesgaden zum Pass Hallthurm.
Es werden folgende Programme abgestrahlt:
| Programm               | Regionalprogramm | Frequenz  | ERP     |
| ---------------------- | ---------------- | --------- | ------- |
| Bayern 1               | Oberbayern       | 105,0 MHz | 0,3 kW  |
| Bayern 2               |                  | 96,7 MHz  | 0,3 kW  |
| Bayern 3               |                  | 98,3 MHz  | 0,3 kW  |
| BR-Klassik             |                  | 89,9 MHz  | 0,3 kW  |
| BR24                   |                  | 107,1 MHz | 0,05 kW |
| Deutschlandfunk Kultur |                  | 92,6 MHz  | 0,05 kW |

## Sender der Media Broadcast GmbH

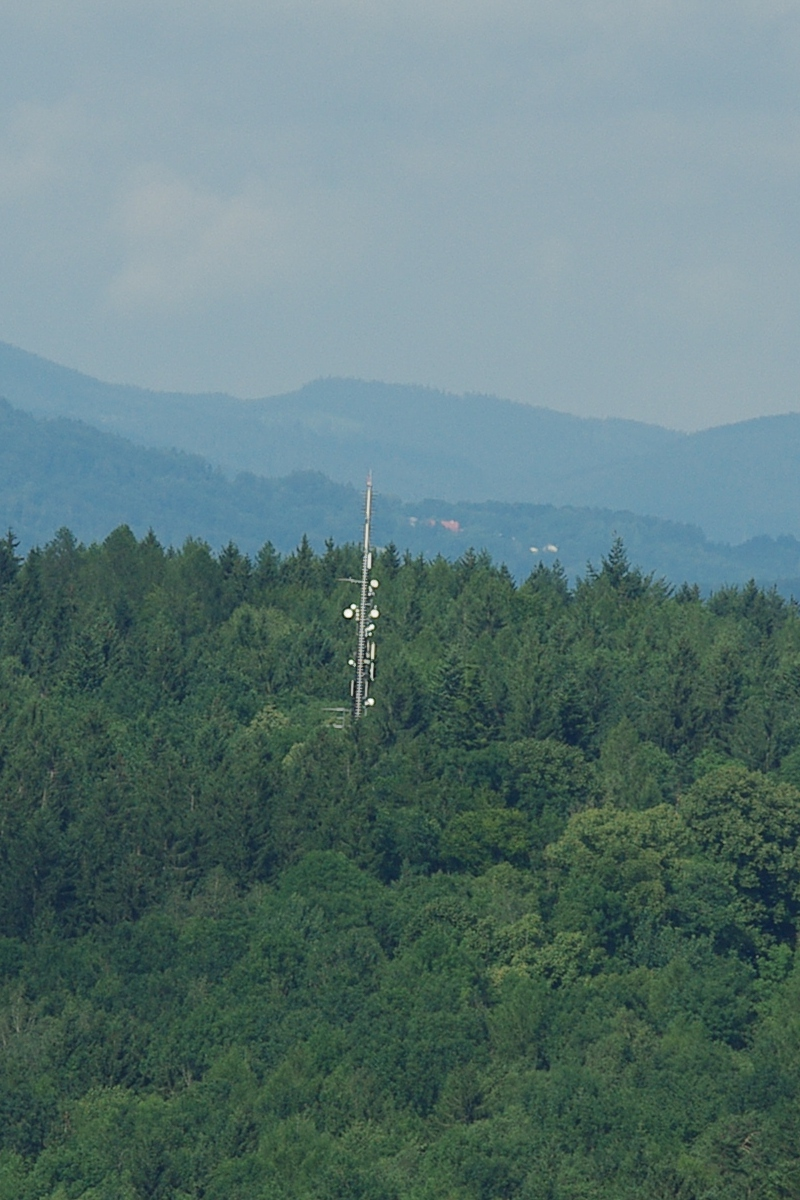
Sender Kirchholz vom Müllnerhorn aus gesehen

Die folgenden Hörfunkprogramme werden von der Media Broadcast GmbH von einem separaten Senderstandort abgestrahlt, der sich etwa 600 m nordwestlich des Senders des Bayerischen Rundfunks befindet (47° 44′ 7,4″ N, 12° 53′ 57,3″ O) und ebenfalls auf dem Gemeindegebiet von Bayerisch Gmain liegt. Bis zur Digitalisierung im Jahre 2005 versorgte er die Stadt Bad Reichenhall und die nähere Umgebung auch mit den Fernsehprogrammen ZDF und Bayerisches Fernsehen.
| Sendername         | Frequenz  | ERP    |
| ------------------ | --------- | ------ |
| Antenne Bayern     | 103,7 MHz | 0,3 kW |
| Bayernwelle SüdOst | 88,2 MHz  | 0,3 kW |